# Baynard Kendrick
Baynard Hardwick Kendrick (Filadelfia, 8 aprile 1894 – Ocala, 22 marzo 1977) è stato uno scrittore statunitense.
Fu autore di romanzi polizieschi: la serie di gialli deduttivi incentrata su Duncan Maclain, un investigatore privato cieco che ha lavorato con i suoi due pastori tedeschi e la sua famiglia di assistenti per risolvere i misteri di omicidi. Due romanzi sono stati la base per films interpretati da Edward Arnold: Occhi nella notte (1942) e The Hidden Eye (1945). Ha scritto  usando anche lo pseudonimo di Richard Hayward.
Kendrick nacque a Philadelphia e viaggiò in Canada per arruolarsi nell'Esercito canadese durante la prima guerra mondiale. Tornato negli Stati Uniti, in Pennsylvania, venne onorato dopo il conflitto e continuò a scrivere. La scrittura di Kendrick riflette due interessi personali che egli aveva sviluppato: uno verso la cecità e l'abilità delle persone affette da questa inabilità, il secondo verso la storia della Florida.
Nel 1967 vinse il premio Mystery Writers of America. Morì nel 1977.

## Romanzi

### Serie di Duncan Maclain
- The Last Express (1937)
- The Whistling Hangman (1937)
- Odor of Violets (1941), tradotto col titolo Profumo di violette, trad. Bruno Amato, Collana I Bassotti, Polillo Editore, 2013, ISBN 978-88-815-4439-4
- Blind Man's Bluff (1943), tradotto col titolo I due ciechi, Collana I Bassotti n. 36, Polillo Editore, 2006, ISBN 978-88-815-4257-4[1]
- Death Knell (1945), tradotto col titolo Rintocco di morte, Garzanti, 1949[1]
- Out of Control (1945)
- Make Mine Maclain (1947) (3 novelets)
- The Murderer Who Wanted More (Dell Ten-Cent Edition, 1951, incluso in Make Mine Maclain)
- You Die Today (1952)
- Blind Allies (1954), tradotto con il titolo Vicolo Cieco per il Capitano Maclain, Giallissimo n.54, C.E.L.T. Piacenza 1966
- Clear and Present Danger (1958)
- Reservations for Death (1958)
- The Aluminum Turtle (1960)
- Frankincense and Murder (1961)

### Serie di Miles Standish Rice
- The Eleven of Diamonds (1936)
- The Iron Spiders (1936) (aka The Iron Spiders Murder), col titolo I ragni di ferro, trad. T. Daddi, I Libri Gialli, Mondadori, 1940; I Capolavori dei Gialli n.48, Mondadori, 22 agosto 1956; I Classici del Giallo Mondadori n. 228[1] e n.1407, aprile 2018
- Death Beyond the Go-Thru (1938)

### Romanzi singoli
- Blood on Lake Louisa (1934)
- Lights Out (1945)
- Flames of Time  (1948)
- The Tunnel (1949)
- Trapped (1952) pubblicato con lo pseudonimo di Richard Hayward
- The Soft Arms of Death (1954) pubblicato con lo pseudonimo di Richard Hayward
- Hot Red Money (1959)
- Flight from a Firing Wall (1966)